# Pseudochordodes bulbareolatus
Pseudochordodes bulbareolatus är en tagelmaskart som beskrevs av Andreas Schmidt-Rhaesa och Menzel 2005. Pseudochordodes bulbareolatus ingår i släktet Pseudochordodes och familjen Chordodidae. Inga underarter finns listade i Catalogue of Life.